# Didier Leroux
Pour les articles homonymes, voir Leroux.
Didier Leroux est un homme politique français, né le 21 décembre 1946 à Paris, il fut président de plusieurs partis non-indépendantistes et divers droite opposés à Jacques Lafleur et au RPCR, à savoir : Une Nouvelle-Calédonie pour tous (UNCT) de 1995 à 1999, Alliance de 1999 à 2004 puis de l'Avenir ensemble de 2008 à 2009. Il est délégué régional de François Bayrou et du Mouvement démocrate en Nouvelle-Calédonie.  

## Formation et carrière professionnelle: l'arrivée en Nouvelle-Calédonie
Diplômé en pharmacie de la faculté de Paris en 1968, il arrive en Nouvelle-Calédonie en novembre 1970 avec son père avec lequel il fonde l'Office calédonien de distribution pharmaceutique (OCDP) SA et Nouméa Gros SA, deux sociétés de grossistes-répartiteurs pharmaceutiques. Au décès de son père en 1974, il prend la direction de ces entreprises.
Époux depuis 1970 de Laurence Bolloré, fille de l'industriel Michel Bolloré et sœur de l'homme d'affaires Vincent Bolloré, il constitue rapidement, à l'image de son beau-frère à une échelle plus réduite, un véritable « empire financier » local en rachetant plusieurs entreprises dont la Société française de Navigation Nouvelle-Calédonie Sofrana NC (agent maritime, consignataire de navire et manutentionnaire portuaire du port autonome de Nouméa) et du Groupe Saint Vincent (entreprise agroalimentaire basée dans la plaine de Saint Vincent à Païta produisant essentiellement du riz mais aussi de la farine et des aliments pour animaux). Il est très investi dans les affaires sur le territoire de Wallis-et-Futuna (paradis fiscal) où Il a également quelques sociétés et participations ainsi qu'au Vanuatu autre paradis fiscal, (ce dernier sur la liste noire de l'ONU). Quelques années plus tard, étant lui-même pilote breveté, il s'investit dans le domaine des transports aériens : d'abord choisi comme président directeur général PDG de la compagnie publique Aircal (compagnie des liaisons intérieures à la Nouvelle-Calédonie) de 1978 à 1982, il participe à la création en 1983 de la compagnie locale internationale Aircalin qu'il va présider de 1985 à 1988. Ses fonctions patronales l'amènent enfin à être président de la Fédération patronale de Nouvelle-Calédonie de 1979 à sa démission en 1992.

## Le rival anti-indépendantiste de Jacques Lafleur

### Les débuts discrets au sein du RPCR
Lors de la période troublée des évènements en Nouvelle-Calédonie, il s'engage en politique dans le camp anti-indépendantiste et donc au sein du parti représentant seul à l'époque cette mouvance e: le Rassemblement pour la Calédonie dans la République (RPCR) de Jacques Lafleur. Il est élu sous cette étiquette membre du Congrès du Territoire et du Conseil de la Région Sud de 1985 à 1988, mais ne s'engage pas outre mesure dans le combat politique néo-calédonien avant 1995.

### La dissidence chiraquienne
En 1995, Jacques Lafleur, le chef anti-indépendantiste devenu le seul véritable dirigeant politique du territoire depuis les Accords de Matignon-Oudinot de 1988 et l'assassinat de son rival indépendantiste Jean-Marie Tjibaou en 1989, et pourtant ami personnel de Jacques Chirac, décide de soutenir Édouard Balladur dans la course à l'présidentielle. Or, une majorité de militants du RPCR, fortement chiraquiens, apportent leur soutien à Jacques Chirac. Toutefois, seulement une petite partie d'entre eux, menés par Didier Leroux, décident d'entrer en dissidence ouverte avec Jacques Lafleur en créant un nouveau parti: « Une Nouvelle-Calédonie pour tous » (UNCT, reprenant ainsi le slogan présidentiel de l'époque de Jacques Chirac : « La France pour tous »). Ce nouveau mouvement, créé pour « proposer une alternative non indépendantiste à la toute-puissance du RPCR », fait figure de parti « anti Jacques Lafleur » et de seule alternative au RPCR pour les anti-indépendantistes.

### L'alternative à Jacques Lafleur
Lors des élections provinciales du 9 juillet 1995, son mouvement crée la surprise en obtenant 10 800 voix (le RPCR, arrivé en tête, en obtient 25 800) et fait perdre au parti de Jacques Lafleur la majorité absolue au Congrès en y décrochant 7 sièges sur 54, contre 22 au RPCR. Il pousse alors ce dernier à devoir composer davantage avec les différents groupes du Congrès, et notamment avec les indépendantistes, l'UNCT adoptant une attitude d'opposition quasi systématique.
Lors des élections législatives de mai 1997, l'UNCT présente des candidats dans les deux circonscriptions et Didier Leroux affronte Jacques Lafleur dans son fief de la 1re circonscription, à savoir Nouméa, l'île des Pins et les Îles Loyauté. Il est battu assez largement, obtenant 19,6 % des voix tandis que Jacques Lafleur est réélu député au premier tour avec 63 % des suffrages.

### L'opposition à l'accord de Nouméa et les divisions
En 1998, il s'oppose fermement à l'accord de Nouméa et appelle à voter « non » au référendum organisé en Nouvelle-Calédonie sur la question. En effet, il rejette cet accord comme une trop grosse concession aux indépendantistes. Cette position l'affaiblit quelque peu face à un Jacques Lafleur qui a alors reconquis sa popularité liée à l'image « d'homme de paix » née de la signature des Accords de Matignon, et alors que l'accord de Nouméa est accepté par une très large majorité de Néo-calédoniens et notamment des anti-indépendantistes. Pourtant, en vue des élections provinciales de 1999, l'UNCT inclut dans sa liste certaines personnalités indépendantes ayant appelé à voter « oui » au référendum sur l'accord, notamment le maire de Bourail Jean-Pierre Aïfa et celui de Dumbéa Bernard Marant. Cette position ambiguë lui vaut alors deux dissidences au sein de son parti, une pro-accord et l'autre anti-accord: 
- Thierry Valet, élu UNCT au Congrès depuis 1995 et candidat de ce mouvement aux législatives de 1997 dans la 2e circonscription, a alors fondé dès mai 1998 le parti « Renouveau ». Celui-ci, qui comprend au Congrès 2 conseillers élus en 1995 sous l'étiquette UNCT, s'associe alors en un groupe commun avec le petit parti indépendantiste modéré, lui aussi récemment créé, de la Fédération des comités de coordination indépendantistes (FCCI), afin de défendre l'idée du dialogue et de la fin de la confrontation politique traditionnelle entre partisans et opposants de l'indépendance, et est considéré alors comme l'un des tout premiers partis « accordistes ». Ce groupe forme alors un « pacte d'amitié » avec le RPCR. La division avec l'UNCT s'est faite avant même la prise de position de celle-ci sur le fond de l'accord qui n'était pas encore signé, mais au sujet du fait que, contre l'avis de leur parti, Thierry Valet et l'autre élu l'ayant suivi dans la dissidence ont accepté de participer à la table des négociations de l'accord.
- Denis Milliard, élu UNCT au Congrès depuis 1995 et qui était considéré comme l'un des principaux lieutenants de Didier Leroux avec Sonia Lagarde, crée une dissidence à la veille même des provinciales du 9 mai 1999. En effet, Didier Leroux et l'UNCT ont décidé de s'associer avec d'autres personnalités ayant appelé à voter « oui » à l'Accord de Nouméa, dont Jean-Pierre Aïfa, le maire de Bourail, qui est n°2 de cette liste. Denis Milliard y voit alors la renaissance de la « FNSC », petit parti autonomiste mais anti-indépendantiste fondé à la fin des années 1970 autour de Jean-Pierre Aïfa en opposition à la logique hégémonique dans le camp loyaliste du RPCR et qui s'était allié en 1982 au Front indépendantiste de Jean-Marie Tjibaou qui avait alors pu diriger l'exécutif local jusqu'en 1984. Incarnant l'aile la plus opposée à l'Accord de Nouméa au sein de l'UNCT, il se rapproche de Claude Sarran, lui aussi élu sortant du Congrès, militant de longue date contre toute forme d'autonomie et représentant local du MPF de Philippe de Villiers, ainsi que de l'ancien sénateur de Dick Ukeiwé qui a quitté le RPCR en 1993. Tous trois forment la liste « Une Calédonie autrement », très axée vers la critique de l'accord de Nouméa.

### La contre-performance des élections de 1999
Face à ces dissidences, Didier Leroux décide pour les provinciales de 1999 de ne pas jouer la carte de l'opposition à l'accord de Nouméa mais plutôt celle de la confrontation directe avec Jacques Lafleur et le RPCR, et cela encore plus qu'en 1995. C'est pourquoi il inclut dans sa liste « Alliance pour la Calédonie » présentée uniquement en Province Sud des figures politiques anti-indépendantistes n'ayant jamais voulu appartenir au RPCR (Jean-Pierre Aïfa) ou ayant rompu très tôt avec lui (Bernard Marant).
Mais les deux dissidences citées ci-dessus éparpillent ses voix tandis que Jacques Lafleur réussit en Province Sud à faire le plein de ses voix (en Province Nord toutefois, la présence du parti Développer ensemble pour construire l'avenir, dit DECA, du maire de Koumac Robert Frouin, proche de l'UNCT depuis leurs créations conjointes en 1995, affaiblit fortement le RPCR dans cette province de toute façon à majorité indépendantiste et lui fait perdre un siège). Ainsi, alors que l'UNCT avait obtenu 7 élus sur 32 à la Province Sud en 1995, la liste « Alliance pour la Calédonie » n'en obtient que 4 sur 40, dont seulement 3 sur 32 allant au Congrès (Didier Leroux, Jean-Pierre Aïfa et Sonia Lagarde). Dans la Province Nord, la liste Frouin soutenue par l'UNCT n'obtient aucun élu. Dans les Îles Loyauté, le parti de Didier Leroux s'était allié au LKS avec la présence sur la liste de Nidoïsh Naisseline de Cawidrone Wakanumune (tête de liste UNCT en 1995) en 12e position et Bernard Ukeiwé (numéro 2 en 1995) en 6e place. Toutefois, le RPCR ne réussit pas, avec 24 élus au Congrès, à retrouver la majorité absolue et forme alors une alliance avec les indépendantistes modérés de la FCCI qui ont 4 membres au sein de l'assemblée néo-calédonienne. Didier Leroux n'est plus alors le chef du principal parti d'opposition anti-indépendantiste à Jacques Lafleur : en effet, le Front national local mené par Guy George a obtenu 1 siège de plus que lui à l'Assemblée de la Province Sud et au Congrès.

### L'Alliance, l'UDF et le retour au premier plan
Le 11 novembre 1999, après la contre-performance des élections du 9 mai, l'UNCT s'élargit à l'ensemble de la liste « Alliance pour la Calédonie » (fusion avec la FNSC de Jean-Pierre Aïfa et avec Calédonie Demain de Bernard Marant) mais aussi avec DECA et prend alors le nom d'Alliance. Ce nouveau parti a toujours Didier Leroux comme président et Jean-Pierre Aïfa comme n°2. Il adopte lui aussi une position de stricte opposition à la majorité RPCR-FCCI, et ne peut participer au gouvernement collégial, n'ayant pas assez d'élus pour former un groupe au Congrès et donc pour former une liste pour la désignation des membres de l'exécutif. En mars 2001, lors des élections municipales, l'Alliance perd l'un de ses fiefs, et celui de Jean-Pierre Aïfa, à savoir Bourail, au profit d'une majorité RPCR. Toutefois, la liste nouméenne de Sonia Lagarde « Nouméa, c'est capital"e" » réussit une belle percée puisqu'elle arrive en seconde position avec 22,6 % des suffrages et 5 sièges sur 49, et cela même si la majorité RPCR de Jean Lèques est largement reconduite dès le 1er tour. Bernard Marant et Robert Frouin sont tous les deux réélus à Dumbéa et à Koumac. 
Pour le premier tour de l'élection présidentielle du 21 avril 2002, Didier Leroux, pourtant ancien chiraquien convaincu parti en dissidence initialement par fidélité à Jacques Chirac, décide alors de jouer la carte de François Bayrou dont il devient le délégué régional ainsi que celui de l'UDF en Nouvelle-Calédonie. L'Alliance toutefois ne devient pas associée au parti centriste métropolitain, une grande partie de ses membres restant membres de ce qui reste alors le RPR, dont Sonia Lagarde.  
Mais Didier Leroux fait réellement son retour en force sur la scène politique lors des élections législatives de juin 2002. En effet, de nouveau candidat dans la 1re circonscription comme en 1997, il crée la surprise en réussissant à se qualifier pour le second tour alors que Jacques Lafleur avait toujours été élu dès le 1er tour depuis 1978. Quoique loin derrière au 1er tour, avec 15,1 % contre 49,9 % au député sortant, il réduit considérablement son écart au second tour en rassemblant sur son nom tous les opposants à Jacques Lafleur : il obtient ainsi 10 059 voix, soit 44,26 % des suffrages. À partir de ce moment, il acquiert véritablement une légitimité et le statut de principal opposant à Jacques Lafleur, attirant vers lui de plus en plus de déçus et d'électeurs lassés du président de la Province Sud alors plus que jamais gagné par l'usure du pouvoir.

### La participation à l'Avenir ensemble
À l'approche des élections provinciales de 2004, les dissidents de plus en plus nombreux au RPCR et à la « méthode Lafleur » décident de s'unir en une liste commune à la fois en Province Sud et en Province Nord : c'est la création de l'« Avenir ensemble » qui comprend Didier Leroux et les membres de l'Alliance mais aussi de nouveaux opposants à Jacques Lafleur (Marie-Noëlle Thémereau qui mène la liste dans le Sud, le maire de Païta et ancien potentiel dauphin de Lafleur Harold Martin, le maire de La Foa Philippe Gomès) et d'autres adversaires issus de la société civile ou de syndicats (dont Alain Descombels). Vainqueur en Province Sud où elle obtient 19 élus sur 40 et faisant jeu égal au Congrès avec le RPCR avec 16 membres sur 54, l'Avenir ensemble réussit alors à emporter sur l'ancien parti majoritaire la plupart des postes clés : les présidences de la Province Sud (Philippe Gomès), du Congrès (Harold Martin) et du gouvernement de la Nouvelle-Calédonie (Marie-Noëlle Thémereau). 
Didier Leroux, n°2 de la liste et restant président de l'Alliance, devient l'un des poids lourds alors de l'Avenir ensemble qui se transforme quelques mois plus tard en parti politique. En plus, il est membre des deux gouvernements Thémereau, la première fois sans portefeuille (le gouvernement Thémereau I tombant le jour même de sa formation) et la seconde chargé des dossiers de l'Économie, de la Fiscalité, du Développement durable, des Mines, des Transports aériens et des Communications. Il apparaît alors comme le n°2 du gouvernement et le « super ministre » de l'Économie chargé de certains des principaux dossiers : l'augmentation du SMIG à 120 000 F XPF (1005,6 € par mois), la gestion des dossiers des usines de nickel du Nord et du Sud, la réforme de la fiscalité et la mise en place du programme « Microportable étudiant » basé sur une détaxe, l'octroi de prêts remboursables « au prix d'un café par jour » pour aider les étudiants à se munir en ordinateurs portables et passant par l'équipement de l'université et de certains bâtiments publics en Wi-Fi. Il est confronté dans les mois suivant directement son entrée en fonction à une importante grève dans l'une des sociétés gérées par son fils, la Sofrana NC.
En vue des législatives de 2007, Didier Leroux fait figure de favori pour être investi par l'Avenir ensemble dans la 1re circonscription. En effet, déjà deux fois candidat en 1997 et 2002 dont une fois au second tour, il met en plus en avant un accord qui aurait été passé au moment de la création de l'Avenir ensemble et qui verrait un partage des candidatures dans les deux circonscriptions avec un candidat Alliance et un candidat dissident récent du RPCR. Ne faisant aucun doute alors qu'Harold Martin se présenterait dans la seconde, Didier Leroux considère que la première lui revient. Investi par l'UDF dès la fin de l'année 2006 au cours d'un voyage de François Bayrou sur le territoire, il doit néanmoins faire face à la gêne des membres UMP de l'Avenir ensemble quant à soutenir un candidat qui n'aurait pas soutenu Nicolas Sarkozy lors de l'élection présidentielle et qui siégerait dans une opposition à ce dernier. Finalement, à la suite d'un sondage le donnant devant Didier Leroux en termes de popularité, le président de la Province Sud, Philippe Gomès, membre de l'UMP, décide de présenter sa candidature aux primaires du parti auxquelles finalement Didier Leroux décide de ne pas se présenter, maintenant sa candidature en dehors du parti en protestant contre ce qu'il estime être un non-respect de l'esprit de départ de l'Avenir ensemble. 
Il fait alors campagne sur deux points, qui sont vus comme deux attaques vis-à-vis de Philippe Gomès : tout d'abord il appelle les électeurs de l'Avenir ensemble à le choisir en respect de ce qui avait été tacitement décidé lors de la formation du parti, à savoir l'équilibre entre les membres UMP et UDF du mouvement ; ensuite, son principal slogan est la lutte contre le cumul des mandats, visant ainsi Gomès déjà président de la Province Sud. Au 1er tour, le 10 juin, aucun des candidats Avenir ensemble n'arrive à se qualifier pour le tour suivant mais Didier Leroux réussit tout de même à arriver en troisième position, devançant de peu Philippe Gomès : il obtient ainsi 5 316 voix soit 14,35 % des suffrages, contre 5 223 bulletins et 14,1 % pour Gomès. Beaucoup ont alors fait remarquer que s'il n'y avait pas eu cette division le candidat Avenir ensemble, quel qu'il soit, aurait alors fait pratiquement jeu égal avec le candidat du Rassemblement-UMP Gaël Yanno, arrivé en tête au 1er tour avec 30,89 % des suffrages et finalement élu au second tour avec une large avance (69,21 %) sur son adversaire indépendantiste Charles Washetine. 
Didier Leroux reconnaît alors sa défaite et, s'il laisse planer le doute pendant un temps quant à son avenir au sein du mouvement, il décide finalement de rester au sein de l'Avenir ensemble, tout en démissionnant du gouvernement le 19 juillet 2007. La présidente de l'exécutif, Marie-Noëlle Thémereau, et donc l'ensemble de son gouvernement, démissionne 4 jours plus tard, reconnaissant ainsi l'échec de l'Avenir ensemble dans les deux circonscriptions. Il n'apporte qu'un soutien à demi-mot à l'accord-cadre signé pour former une coalition de gouvernement avec l'ancien ennemi d'hier et grand vainqueur des législatives, le Rassemblement-UMP de Pierre Frogier qui est ainsi élu président du Congrès grâce à cet accord. Redevenu membre du Congrès, Didier Leroux y devient président d'un groupe Avenir ensemble de 17 membres, le plus important de l'assemblée. 
Depuis lors, une véritable lutte s'est engagée au sein de l'Avenir ensemble : une querelle entre Didier Leroux et Philippe Gomès en raison des législatives et une entre Philippe Gomès et Harold Martin au sujet du degré d'application de l'accord-cadre (Gomès, mais aussi Leroux, étant favorable à un respect de celui-ci tout en respectant l'esprit de départ de l'Avenir ensemble, en évitant de recréer une logique bipolaire indépendantiste/anti-indépendantistes de confrontation et en gardant son indépendance politique, Martin quant à lui considérant au contraire que les électeurs ont donné raison à la vision du Rassemblement lors des législatives). Cette opposition commune à Philippe Gomès entraîne finalement un rapprochement entre Harold Martin et Didier Leroux, le premier supportant le second à l'élection du président du mouvement, le 21 juin 2008, tandis que Philippe Gomès et ses partisans prennent le chemin de la dissidence.

### Un électron libre au Congrès
Aux élections provinciales du 10 mai 2009, il figure en troisième position sur la liste d'union formée par l'Avenir ensemble et le Mouvement de la diversité (LMD) du sénateur Simon Loueckhote et menée par Harold Martin en Province Sud. Le jour du scrutin, elle n'obtient que le troisième score avec 16,3 % des suffrages exprimés, 8 élus à l'Assemblée de la Province Sud et 6 au Congrès, relativement loin derrière le Rassemblement-UMP de Pierre Frogier et Calédonie ensemble de Philippe Gomès. Didier Leroux est toutefois réélu membre des deux institutions et prend la présidence du groupe Avenir ensemble-LMD au Congrès. Il s'éloigne toutefois de plus en plus de Harold Martin et assume de moins en moins les choix de son parti, notamment le rapprochement de toutes les forces anti-indépendantistes, qui s'étaient vivement affrontées lors de la campagne, en un accord de majorité baptisé « pacte de stabilité » ou « entente républicaine ». Il démissionne de la présidence de l'Avenir ensemble le 18 juillet 2009. Puis, le 29 octobre suivant, après l'annonce par Harold Martin de sa volonté de rattacher le mouvement à l'UMP, Didier Leroux quitte l'Avenir ensemble tout en continuant à siéger (et à présider) au sein du groupe Avenir ensemble-LMD. 
Par la suite, comme les autres élus de l'Avenir ensemble, il soutient la proposition de Pierre Frogier de faire hisser côte à côte sur les édifices publics les drapeaux nationaux et Kanaky, ainsi que l'accession à la présidence du Congrès, le 1er avril 2011 puis à nouveau le 19 août suivant, de l'indépendantiste Rock Wamytan, élu par les votes du FLNKS et du Parti travailliste mais aussi avec celles du Rassemblement-UMP et de l'Avenir ensemble. S'inscrivant ainsi dans cette nouvelle majorité de gestion, opposée notamment à Calédonie ensemble-UDC-RPC-LMD et au Palika-LKS, Didier Leroux est porté le 29 août 2011 à la présidence de la Commission permanente du Congrès (chargée de délibérer durant les intercessions) et au poste de rapporteur de celle intérieure des Finances et du Budget. Il s'oppose néanmoins à certaines décisions du Rassemblement-UMP et de l'Avenir ensemble, notamment à la décision du gouvernement, portée par Sylvie Robineau, de baisser les prix des médicaments, ce qui provoque un mouvement de protestation des pharmaciens. Toujours membre de la commission permanente à partir du 29 août 2012, il n'en est toutefois plus président, poste qui revient alors à Pierre Bretegnier.